# Marcel Rosenberg
Marcel Rosenberg (1896 - 1937) foi um diplomata soviético de origem judaica.

## Biografia
Nomeado embaixador da URSS para o governo republicano da Espanha ( 1936 ). Ele apoiou a política de Largo Caballero, especialmente na compra de armas para a URSS e reorganização militar. Sua insistente intervenção na política do governo republicano alienou ele com autoridades espanholas. A 21 de fevereiro de 1937 foi chamado a Moscou e substituído por Leon Gaikiss.
Ele desapareceu após ser convocado durante o grande expurgo realizado por Stalin dentro do partido em 1937.